# Kfar Zejtim
Kfar Zejtim (hebrejsky כְּפַר זֵיתִים, doslova "Olivová vesnice", anglicky Kfar Zeitim, v oficiálním seznamu sídel Kefar Zetim) je vesnice typu mošav v Izraeli, v Severním distriktu, v Oblastní radě Dolní Galilea.

## Geografie
Leží v oblasti s intenzivním zemědělstvím, v nadmořské výšce 55 metrů v Dolní Galileji, na náhorní plošině masivu Arbel, cca 5 kilometrů od břehů Galilejského jezera.
Obec se nachází cca 7 kilometrů severozápadně od centra města Tiberias, cca 103 kilometrů severovýchodně od centra Tel Avivu a cca 45 kilometrů východně od centra Haify. Kfar Zejtim obývají Židé, přičemž osídlení v tomto regionu je zcela židovské. Výjimkou je vesnice Chamam cca 3 kilometry severovýchodním směrem, kterou obývají izraelští Arabové respektive arabští Beduíni.
Kfar Zejtim je na dopravní síť napojen pomocí lokální silnice číslo 7717, jež vede do Tiberiasu.

## Dějiny
Kfar Zejtim byl založen v roce 1950. Zakladateli osady byla skupina židovských přistěhovalců z Jemenu. Ti se usadili zde, na opuštěných pozemcích zaniklé arabské vesnice Hittin, která stávala do války za nezávislost v roce 1948 cca 1 kilometr jihozápadně od dnešního mošavu. Roku 1187 se u ní odehrála bitva mezi křižáky a muslimským vojskem vedeným Saladinem. Roku 1931 měla tato arabská vesnice 931 obyvatel a 190 domů. Během války za nezávislost roku 1948 byla tato oblast ovládnuta židovskými silami a arabské obyvatelstvo bylo vysídleno. Jedinou stavbou, která nebyla zbořena, je svatyně Nabi Šu'ajb, která slouží jakou poutní místo pro Drúzy.
Brzy po vzniku Kfar Zejtim část zakladatelů tuto vesnici opustila, ale byli doplněni příchodem nových židovských osadníků. Ti pocházeli převážně z Kurdistánu.
Ekonomika Kfar Zejtim je založena zčásti na zemědělství. Část obyvatel za prací dojíždí mimo obec. Významnou roli hraje turistický ruch. V obci fungují zařízení předškolní péče o děti. Základní škola je v kibucu Lavi (náboženská) a v Giv'at Avni (sekulární). Dále je tu ješiva, knihovna, společenské centrum, zdravotní ordinace, obchod a sportovní areály.

## Demografie
Obyvatelstvo mošavu Kfar Zejtim je smíšené, tedy sekulární i nábožensky orientované. Podle údajů z roku 2014 tvořili naprostou většinu obyvatel v Kfar Zejtim Židé (včetně statistické kategorie "ostatní", která zahrnuje nearabské obyvatele židovského původu ale bez formální příslušnosti k židovskému náboženství).
Jde o menší sídlo vesnického typu s rostoucí populací. K 31. prosinci 2014 zde žilo 726 lidí. Během roku 2014 populace stoupla o 7,2 %.
| Rok            | 1961 | 1972 | 1983 | 1995 | 2001 | 2003 | 2004 | 2005 | 2006 | 2007 | 2008 | 2009 | 2010 | 2011 | 2012 | 2013 | 2014 |
| -------------- | ---- | ---- | ---- | ---- | ---- | ---- | ---- | ---- | ---- | ---- | ---- | ---- | ---- | ---- | ---- | ---- | ---- |
| Počet obyvatel | 226  | 261  | 273  | 414  | 484  | 478  | 479  | 453  | 452  | 463  | 477  | 469  | 481  | 494  | 644  | 677  | 726  |